# Суха Березівка (село)
Суха Березівка (рос. Сухая Берёзовка) — село у Бобровському районі Воронезької області Російської Федерації.
Населення становить 1176 осіб. Входить до складу муніципального утворення Сухо-Березовське сільське поселення.

## Історія
Населений пункт розташований у межах українського історико-культурного регіону Східної Слобожанщини. Від 1928 року належить до Бобровського району, спочатку в складі Центрально-Чорноземної області, а від 1934 року — Воронезької області.
Згідно із законом від 15 жовтня 2004 року входить до складу муніципального утворення Сухо-Березовське сільське поселення.

## Населення
| 2000  | 2005  | 2010  | 2012  | 2013  | 2014  | 2015  |
| ----- | ----- | ----- | ----- | ----- | ----- | ----- |
| 1398  | ↘1318 | ↘1182 | ↘1164 | ↘1119 | ↘1066 | ↗1135 |
| 2016  | 2017  | 2018  |       |       |       |       |
| ↗1204 | ↗1218 | ↘1176 |       |       |       |       |